# Nati nel 2001/Agosto
| Questa pagina contiene informazioni ricavate automaticamente dalle voci biografiche con l'ausilio del template Bio e di un bot. L'aggiornamento è periodico e automatico e ricostruisce completamente la pagina. Se manca una persona in questa lista, sei pregato di non aggiungerla, ma accertati piuttosto che la sua voce biografica contenga il template Bio e che i dati anagrafici siano correttamente compilati. Se il template Bio manca, inseriscilo tu stesso o, in alternativa, metti l'avviso {{tmp\|Bio}} che ne segnala la mancanza. Se i dati riportati sono sbagliati, correggi direttamente la voce biografica; le modifiche saranno visibili in questa lista entro pochi giorni. Per chiarimenti vedi il progetto biografie. La lista contiene solo le 246 persone che sono citate nell'enciclopedia e per le quali è stato implementato correttamente il template Bio. Pagina aggiornata al 18 ago 2025. |

- 1º agosto - Emmanuel Addai, calciatore ghanese
- 1º agosto - Scottie Barnes, cestista statunitense
- 1º agosto - Loris Bianchi, nuotatore sammarinese
- 1º agosto - Louis Geyer, giocatore di football americano tedesco
- 1º agosto - Jesús Hernández, calciatore messicano
- 1º agosto - Kirill Kosarev, calciatore russo
- 1º agosto - Jessica Kähärä, altista finlandese
- 1º agosto - Iker Losada, calciatore spagnolo
- 1º agosto - Gabriel Pereira dos Santos, calciatore brasiliano
- 1º agosto - Franco Pérez, calciatore uruguaiano
- 1º agosto - Martina Tomaselli, calciatrice italiana
- 1º agosto - Anatolij Trubin, calciatore ucraino
- 1º agosto - Henri Uhlig, ciclista su strada, ciclocrossista e pistard tedesco
- 2 agosto - Moa Boström Müssener, sciatrice alpina svedese
- 2 agosto - Andrés Ferro, calciatore venezuelano
- 2 agosto - Kiara Glasco, attrice canadese
- 2 agosto - Andrei Gorcea, calciatore rumeno
- 2 agosto - Maximilian Kabas, ciclista su strada austriaco
- 2 agosto - Sofia Mastroianni, nuotatrice artistica italiana
- 2 agosto - Eleri Smart, sciatrice alpina canadese
- 2 agosto - Patrick von Siebenthal, sciatore alpino svizzero
- 3 agosto - Facundo Altamira, calciatore argentino
- 3 agosto - Pelinsu Bayav, sollevatrice turca
- 3 agosto - Nina Berton, ciclista su strada, ciclocrossista e mountain biker lussemburghese
- 3 agosto - Ricky Council, cestista statunitense
- 3 agosto - Bilal El Ouadghiri, calciatore marocchino
- 3 agosto - Antonio Fantin, nuotatore italiano
- 3 agosto - Pavel Hájek, calciatore ceco
- 3 agosto - Joshua Kitolano, calciatore norvegese
- 3 agosto - Jordy Makengo, calciatore francese
- 3 agosto - Brandon Nakashima, tennista statunitense
- 3 agosto - Tiago PZK, rapper e cantautore argentino
- 3 agosto - Himeno Sakatsume, tennista giapponese
- 3 agosto - Lin Shan, tuffatrice cinese
- 4 agosto - Mac Forehand, sciatore freestyle statunitense
- 4 agosto - Seishirō Katō, attore giapponese
- 4 agosto - Pelle Mattsson, calciatore danese
- 4 agosto - Jordan Morgan, giocatore di football americano statunitense
- 4 agosto - Chris-Kévin Nadje, calciatore ivoriano
- 4 agosto - Ezequiel Naya, calciatore argentino
- 4 agosto - Pablo Rodríguez, calciatore spagnolo
- 5 agosto - Marcus Bundgaard, calciatore danese
- 5 agosto - Jasmin Coratti, snowboarder italiana
- 5 agosto - Anthony Edwards, cestista statunitense
- 5 agosto - Chukwubuikem Ikwuemesi, calciatore nigeriano
- 5 agosto - Ethan Laird, calciatore inglese
- 5 agosto - Bine Prepelič, cestista sloveno
- 5 agosto - Ren Satō, pilota automobilistico giapponese
- 5 agosto - Josie Totah, attrice statunitense
- 6 agosto - Youssef Badawy, karateka egiziano
- 6 agosto - Federico Bonini, calciatore italiano
- 6 agosto - Dawand Jones, giocatore di football americano statunitense
- 6 agosto - Jardi van der Lee, ciclista su strada olandese
- 6 agosto - Salvador Rodríguez, calciatore messicano
- 6 agosto - Ty Simpkins, attore statunitense
- 7 agosto - Mélinne D'Oria, calciatrice algerina
- 7 agosto - Vivien Endemann, calciatrice tedesca
- 7 agosto - Max Fenger, calciatore danese
- 7 agosto - Daiki Hashimoto, ginnasta giapponese
- 7 agosto - Edgar Pujol, calciatore dominicano
- 8 agosto - Zohra Aghamirova, ginnasta azera
- 8 agosto - Walter Calzoni, ciclista su strada italiano
- 8 agosto - Shaun Dimech, calciatore maltese
- 8 agosto - Arthur Garcia, calciatore brasiliano
- 8 agosto - Solomon John, calciatore nigeriano
- 8 agosto - Filip Misolic, tennista austriaco
- 8 agosto - Rooney Onyango, calciatore keniota
- 8 agosto - Jackson Page, giocatore di snooker gallese
- 8 agosto - Peter Pokorný, calciatore slovacco
- 8 agosto - Ėdgar Sevikjan, calciatore armeno
- 8 agosto - Malick Thiaw, calciatore tedesco
- 8 agosto - Tyler Toland, calciatrice irlandese
- 8 agosto - Tseng Chun-hsin, tennista taiwanese
- 8 agosto - Karólína Lea Vilhjálmsdóttir, calciatrice islandese
- 8 agosto - Bebe Wood, attrice statunitense
- 9 agosto - Jerneja Brecl, saltatrice con gli sci slovena
- 9 agosto - Juri Gatt, slittinista austriaco
- 9 agosto - Alina Harnas'ko, ginnasta bielorussa
- 9 agosto - Arinaldo Rrapaj, calciatore albanese
- 9 agosto - Pavel Samusenko, nuotatore russo
- 9 agosto - Isaiah Spiller, giocatore di football americano statunitense
- 10 agosto - Leo Hayter, ciclista su strada e pistard britannico
- 10 agosto - Kōki Saitō, calciatore giapponese
- 10 agosto - Ben Scholte, calciatore olandese
- 10 agosto - Adil Taoui, calciatore francese
- 10 agosto - Magdeleine Vallieres, ciclista su strada, ciclocrossista e mountain biker canadese
- 10 agosto - Darnell Wright, giocatore di football americano statunitense
- 11 agosto - Parker Bolek, attore statunitense
- 11 agosto - Karolin Edfalk, ex sciatrice alpina svedese
- 11 agosto - Gökşen Fitik, cestista turca
- 11 agosto - Kwame Poku, calciatore inglese
- 11 agosto - Oleh Serbin, tuffatore ucraino
- 11 agosto - Moyuka Uchijima, tennista giapponese
- 12 agosto - Lisa Eder, saltatrice con gli sci austriaca
- 12 agosto - Evelyn Ijeh, calciatrice svedese
- 12 agosto - Yūtarō Oda, calciatore giapponese
- 12 agosto - Claudia Pina, calciatrice spagnola
- 12 agosto - Stathīs Tachatos, calciatore greco
- 13 agosto - Faisal Al-Ghamdi, calciatore saudita
- 13 agosto - Julián Araujo, calciatore messicano
- 13 agosto - Devid Bouah, calciatore italiano
- 13 agosto - Lars Boven, ciclista su strada e ciclocrossista olandese
- 13 agosto - Jonah Fabisch, calciatore zimbabwese
- 13 agosto - Peder Kongshaug, pattinatore di velocità su ghiaccio norvegese
- 13 agosto - Juan Millán, calciatore uruguaiano
- 13 agosto - Sheina Vaspi, sciatrice alpina israeliana
- 14 agosto - Lucas Figueiredo dos Santos, calciatore brasiliano
- 14 agosto - Zach Harrison, giocatore di football americano canadese
- 14 agosto - Lidija Jakovleva, saltatrice con gli sci russa
- 14 agosto - Oriane Jean-François, calciatrice francese
- 14 agosto - Giulio Magalini, pallavolista italiano
- 14 agosto - Marcos Paolini, calciatore uruguaiano
- 14 agosto - Piero Quispe, calciatore peruviano
- 14 agosto - Petar Stanić, calciatore serbo
- 14 agosto - Oliver Zandén, calciatore svedese
- 15 agosto - Oliver Antman, calciatore finlandese
- 15 agosto - Èrbol Atabaev, calciatore kirghiso
- 15 agosto - Lentini Caciano, calciatore olandese
- 15 agosto - Anton Jallai, giocatore di football americano svedese
- 15 agosto - Moro Ojomo, giocatore di football americano nigeriano
- 16 agosto - Danielle Aitchison, atleta paralimpica neozelandese
- 16 agosto - Alejandro Andrade, calciatore messicano
- 16 agosto - Vasilina Chandoška, nuotatrice artistica bielorussa
- 16 agosto - Willem Geubbels, calciatore francese
- 16 agosto - Kaan Gürbüz, pallavolista turco
- 16 agosto - Amadou Onana, calciatore belga
- 16 agosto - Riley Pickrell, ciclista su strada e pistard canadese
- 16 agosto - Karl Schöne, tuffatore tedesco
- 16 agosto - Jannik Sinner, tennista italiano
- 17 agosto - Alex Douglas, calciatore svedese
- 17 agosto - Laura Felber, calciatrice svizzera
- 17 agosto - Daniss Jenkins, cestista statunitense
- 17 agosto - Diego Romero, calciatore peruviano
- 17 agosto - Darnell Washington, giocatore di football americano statunitense
- 18 agosto - Islam Al'sultanov, calciatore russo
- 18 agosto - Davide Di Veroli, schermidore italiano
- 18 agosto - Alexa Leary, nuotatrice australiana
- 18 agosto - Ruslan Litvinov, calciatore russo
- 18 agosto - Léo Naldi, calciatore brasiliano
- 18 agosto - Wesley Ngakoutou, calciatore francese
- 18 agosto - Axel Nyborg, tuffatore norvegese
- 18 agosto - Matías Sosa, calciatore argentino
- 18 agosto - Alexander Steen Olsen, sciatore alpino norvegese
- 19 agosto - Joshua Gudnitz, ciclista su strada e ciclocrossista danese
- 19 agosto - Awak Kuier, cestista finlandese
- 19 agosto - Shurandy Sambo, calciatore olandese
- 19 agosto - Shen Mengyu, calciatrice cinese
- 20 agosto - Joaquín García, calciatore argentino
- 20 agosto - Liu Huanhua, sollevatore cinese
- 20 agosto - Rylie Mills, giocatore di football americano statunitense
- 20 agosto - Irina Rîngaci, lottatrice moldava
- 20 agosto - Tomoka Sato, nuotatrice artistica giapponese
- 20 agosto - Lukas Sergnese, pilota di rally spagnolo
- 20 agosto - Ido Shahar, calciatore israeliano
- 20 agosto - Boubacar Traoré, calciatore maliano
- 21 agosto - Youssouf Assogba, calciatore beninese
- 21 agosto - Michele Busa, nuotatore italiano
- 21 agosto - Marin Honda, ex pattinatrice artistica su ghiaccio giapponese
- 21 agosto - Brooks Jensen, wrestler statunitense
- 21 agosto - Marc Khoueiry, cestista libanese
- 21 agosto - Dallas Liu, attore statunitense
- 21 agosto - Samuele Ricci, calciatore italiano
- 21 agosto - Robin Juel Skivild, pistard e ciclista su strada danese
- 21 agosto - Noah Söderberg, calciatore svedese
- 21 agosto - Kayra Zabcı, attrice turca
- 22 agosto - Mostafa Saad, calciatore egiziano
- 22 agosto - LaMelo Ball, cestista statunitense
- 22 agosto - Mateusz Bogusz, calciatore polacco
- 22 agosto - Alekss Krasts, ciclista su strada e ciclocrossista lettone
- 22 agosto - Luciano Olaizola, calciatore uruguaiano
- 23 agosto - Ivan Brnić, calciatore croato
- 23 agosto - Jaume Cuéllar, calciatore spagnolo
- 23 agosto - Manuel Agustín Duarte, calciatore argentino
- 23 agosto - Abdoul Tapsoba, calciatore burkinabé
- 23 agosto - Marco Tilio, calciatore australiano
- 23 agosto - Renārs Varslavāns, calciatore lettone
- 24 agosto - Gérald Ayayi, cestista francese
- 24 agosto - Cordale Flott, giocatore di football americano statunitense
- 24 agosto - Icegergert, rapper russo
- 24 agosto - Xabier Isasa, ciclista su strada spagnolo
- 24 agosto - Alexander Jensen, calciatore danese
- 24 agosto - Kim Woo-min, nuotatore sudcoreano
- 24 agosto - Kim Yeong-taek, tuffatore sudcoreano
- 24 agosto - Seiji Kimura, calciatore giapponese
- 24 agosto - Timoti Muzi, calciatore sudafricano
- 24 agosto - Wilguens Paugain, calciatore haitiano
- 24 agosto - Sofia Rolfi, rugbista a 15 italiana
- 24 agosto - Naomi Visser, ginnasta olandese
- 25 agosto - Sergi Altimira, calciatore spagnolo
- 25 agosto - Oswin Appollis, calciatore sudafricano
- 25 agosto - Claire Bryant, lunghista statunitense
- 25 agosto - Elia Caprile, calciatore italiano
- 25 agosto - Sude Zülal Güler, attrice turca
- 25 agosto - Gonçalo Inácio, calciatore portoghese
- 25 agosto - Niko Janković, calciatore croato
- 25 agosto - Adewale Oladoye, calciatore nigeriano
- 25 agosto - Elias Sierra, calciatore belga
- 25 agosto - Tim Washe, hockeista su ghiaccio statunitense
- 26 agosto - Alexandre Lezcano, calciatore costaricano
- 26 agosto - Paulina Paukštaitytė, cantante lituana
- 26 agosto - Ben Tulett, ciclista su strada e ciclocrossista britannico
- 26 agosto - Patrick Williams, cestista statunitense
- 26 agosto - Omar de la Cruz, calciatore dominicano
- 27 agosto - Alex Antetokounmpo, cestista greco
- 27 agosto - Reece Bell, sciatrice alpina britannica
- 27 agosto - Julie Blakstad, calciatrice norvegese
- 27 agosto - Malcolm Cazalon, cestista francese
- 27 agosto - Liu Jinhan, sincronetta cinese
- 27 agosto - Santiago Morales, calciatore argentino
- 27 agosto - Randy Schneider, calciatore svizzero
- 27 agosto - Franz Wagner, cestista tedesco
- 27 agosto - Kacper Łopata, calciatore polacco
- 28 agosto - Tiago Almeida, calciatore portoghese
- 28 agosto - Juan Bisanz, calciatore argentino
- 28 agosto - Dhieu Deing, cestista statunitense
- 28 agosto - Thomas Poll, calciatore olandese
- 28 agosto - Kamilla Rachimova, tennista russa
- 28 agosto - Boglárka Takács, velocista ungherese
- 28 agosto - Pedro Velurtas, calciatore argentino
- 28 agosto - Kimani Vidal, giocatore di football americano statunitense
- 28 agosto - Mārcis Šteinbergs, cestista lettone
- 29 agosto - Luca Bernardi, pilota motociclistico sammarinese
- 29 agosto - Clarisse Brèche, sciatrice alpina francese
- 29 agosto - Zach Frazier, giocatore di football americano statunitense
- 29 agosto - Santi García, calciatore spagnolo
- 29 agosto - Aleksandar Vasiljević, calciatore serbo
- 29 agosto - Jelle Vermoote, ciclista su strada e ciclocrossista belga
- 30 agosto - Emily Bear, pianista statunitense
- 30 agosto - Tank Bigsby, giocatore di football americano statunitense
- 30 agosto - Olivia Clark, calciatrice gallese
- 30 agosto - Chinonso Emeka, calciatore nigeriano
- 30 agosto - Sean Ryan Fox, attore e doppiatore statunitense
- 30 agosto - Tsot'ne K'ap'anadze, calciatore georgiano
- 30 agosto - Luc Kroon, nuotatore olandese
- 30 agosto - Carmen Marcu, calciatrice rumena
- 30 agosto - Sainey Njie, calciatore gambiano
- 30 agosto - Ibrahim Salah, calciatore belga
- 30 agosto - Matouš Tůma, pentatleta ceco
- 31 agosto - Ilaria Accame, velocista italiana
- 31 agosto - Amanda Anisimova, tennista statunitense
- 31 agosto - Caterina Cereghetti, ginnasta svizzera
- 31 agosto - Silke Holkenborg, nuotatrice olandese
- 31 agosto - Rebecca Passler, biatleta italiana
- 31 agosto - Marzia Visani, calciatrice italiana
- 31 agosto - Garrett Wareing, attore statunitense
- 31 agosto - Cristiano Robert do Amaral, calciatore brasiliano